# Sidney Farber
Sidney Farber (ur. 30 września 1903 w Buffalo, zm. 30 marca 1973) – amerykański patolog i pediatra, uznawany za ojca współczesnej chemioterapii. Pochodził z rodziny polskich Żydów.
Pracował w Children’s Hospital w Bostonie. W latach czterdziestych zajmował się badaniem aminopteryny, antymetabolitu kwasu foliowego o działaniu cytostatycznym. Jako pierwszy uzyskał remisje ostrej białaczki limfoblastycznej dzięki zastosowaniu wyżej wymienionego specyfiku u chorych dzieci. Uczyniło go to pionierem chemioterapii nowotworów. Później był działaczem na rzecz rozwoju onkologii w USA. Zmarł na zawał serca 30 marca 1973.